# Albavilla
Albavilla est une commune italienne d'environ 6 000 habitants, située dans la province de Côme, en Lombardie, dans le nord-ouest de l'Italie.

## Administration
| Période                                  | Période | Identité | Étiquette | Qualité |
| ---------------------------------------- | ------- | -------- | --------- | ------- |
|                                          |         |          |           |         |
| Les données manquantes sont à compléter. |         |          |           |         |

### Hameaux
Carcano, Corogna, Vill'Albese, Molena, Saruggia

### Communes limitrophes
Albese con Cassano, Alserio, Erba, Faggeto Lario, Monguzzo, Orsenigo